# Manuel Ernesto Parra Aguilar
Manuel Ernesto Parra Aguilar (Hermosillo, Sonora, 15 de enero de 1982) es un poeta, narrador y ensayista mexicano. En 2021 fue ganador del Premio Internacional de Poesía Jaime Sabines.

## Trayectoria
Estudió la licenciatura en Literaturas Hispánicas en la Universidad de Sonora, la maestría en Estudios de Arte y Literatura en la Universidad Autónoma del Estado de Morelos. Junto a Josué Barrera, Javier Munguía, Joan Gerardo Pacheco y Roberto Montaño, fundó la revista literaria Manuel, la cual se publicó del año 2002 al 2004. En el año 2005 funda, junto a Josué Barrera, la revista literaria La línea del cosmonauta, la cual se distribuyó hasta el año 2009. Fue beneficiario del Apoyo para la Formación Artística del Estado de Sonora, programa del Fondo Estatal para la Cultura y las Artes de Sonora, FECAS, en su emisión 2009-2010 en el género de ensayo; y en los años 2012 y 2014 en la modalidad Residencia Artística, donde pudo viajar a Argentina y tomar talleres de formación sobre poesía infantil (2012) y el poema en prosa (2014).
Parte de sus poemas y ensayos se encuentran publicados en distintas revistas, tanto nacionales como extranjeras.
Coordina la sección Una ventana inmensa de la revista Neotraba donde se encarga de difundir el poema en prosa.

## Obra

### Poesía
- Los muchachos del Guinness Book, CONECULTA, 2022.
- Permanencias, SECULT, 2019.
- Breves, Consejo Estatal para la Cultura y las Artes de Nayarit, 2017.
- Portuaria, Instituto Sonorense de Cultura, México, 2014.
- Pertenencias, Mantis, editores, México, 2014.
- Manual del mecánico, VOX, Argentina, 2012.
- En el estudio, Tintanueva, 2011.
- Más le valiera morir, Rivas Hernández Editores, 2009.

### Cuento
- Contrataciones, Editorial JUS, 2009.

### Ensayo
- Espacios contenidos. En torno al poema en prosa moderno, Nitro-Press, ISC, 2022.

- Aportes transtextuales del poema en prosa en México. Los casos de Rocío Cerón y Balam Rodrigo, en Constelación de la poesía mexicana. Círculo de poesía, 2022.[6]
- Las relaciones transtextuales que propone Braille para sordos, de Balam Rodrigo, en Revista graffylia, revista de la Facultad de Filosofía y Letras, Vol. 5, Núm. 9 (2020).
- La redención de Fausto, una propuesta de lectura, en Revista Inventio, Vol. 14, Núm. 32 (2018), pp. 63-69.
- La noción del marco referencial a través de los paratextos en El diario inédito del filósofo vienés Ludwig Wittgenstein, de Fredy Yezzed, en Revista Valenciana, Núm. 23. Enero- Junio 2019. pp. 121-137.

## Premios
- 2021, Ganador del Premio Internacional de Poesía Jaime Sabines.
- 2021, Ganador del Concurso del Libro Sonorense, género Ensayo.
- 2019, Ganador de los LXI Juegos Florales Iberoamericanos de Ciudad del Carmen2019.
- 2019, Ganador del XX Premio Filosofía y Letras, BUAP, en los géneros de cuento y poesía.
- 2018, Primer lugar del Concurso 49 de la Revista Punto de Partida categoría cuento breve.
- 2017, Ganador del primer lugar del Primer Concurso Nacional de Poesía de Villa de Zaachila.
- 2016, Ganador del Premio Nacional de Poesía Amado Nervo.
- 2014, Ganador del Premio Nacional de Poesía Alonso Vidal.
- 2013, Ganador del Concurso del Libro Sonorense 2013, género poesía.
- 2011, Ganador del XIII Premio Nacional de Poesía Tintanueva.
- 2005, Primer lugar en el Concurso Internacional de Poesía Oliverio Girondo, organizado por la Sociedad Argentina de Escritores (SADE), Delta bonaerense, San Fernando, provincia de Buenos Aires, Argentina.[7][8][9][10][11][12]